# Viviane Lalande
Pour les articles homonymes, voir Lalande.
Viviane Lalande est une vulgarisatrice scientifique issue du monde académique et vidéaste web franco-canadienne.
Elle est connue pour être la créatrice de la chaîne YouTube Scilabus, sur laquelle elle parle depuis 2013 de thématiques variés autour de la science. Elle est également à l'origine de la chaîne secondaire Sci+, où elle donne des conseils en matière de communication. Après avoir obtenu un doctorat en génie mécanique à Polytechnique Montréal en 2019, elle travaille à plein temps comme vidéaste. La plupart de ses vidéos abordent des sujets du quotidien en les expliquant scientifiquement.

## Biographie

### Parcours académique
Viviane Lalande effectue deux années de licence en physique à Montpellier, puis obtient un diplôme d’ingénieure en génie mécanique à l’université de technologie de Belfort-Montbéliard en 2010. Elle obtient ensuite une maîtrise recherche (l'équivalent d'un master selon le système français) en génie biomédical en 2012.
Elle reçoit le 1er prix lors de la première édition du concours Ma thèse en 180 secondes en 2012.
En 2019, elle obtient un doctorat en génie mécanique spécialisé en biomécanique à Polytechnique Montréal. Son mémoire de thèse a pour titre "Conception et évaluation d'un prototype de modulation cyclique de la croissance des vertèbres pour le traitement de la scoliose idiopathique pédiatrique".

### Parcours de vulgarisatrice scientifique

#### Activité de vidéaste
Viviane Lalande débute la vulgarisation en créant un blog en 2010. Le 12 septembre 2013, elle crée sa chaîne YouTube principale, intitulée Scilabus, où elle décrypte de façon scientifique des sujets du quotidien,,,,,,.
Quelques années plus tard, le 16 septembre 2016, elle crée sa chaîne secondaire Sci+, pour aborder les coulisses de YouTube et donner des conseils en matière de vulgarisation scientifique. En 2019, après avoir terminé son doctorat, elle se lance à plein temps dans l'activité de vidéaste vulgarisatrice sur YouTube.
En 2019, elle participe à la première saison de Le Vortex, une émission web culturelle coproduite par la chaîne de télévision franco-allemande Arte, Dailymotion et le CNRS,.
La plupart de ses vidéos sont financées par des partenariats avec des marques et des entreprises.
En raison de son activité de vulgarisatrice scientifique, elle est conviée en 2020 à donner une conférence TEDx au sein de l'École centrale de Nantes sur « l'utilité de la science inutile ».
Viviane Lalande est lauréate du prix Jean Perrin 2021 pour son travail « original dans le paysage de la vulgarisation scientifique en physique et biologie ». Du 11 au 14 novembre 2019, elle participe à un programme avec l'Ambassade de France au Canada visant à faire de l'éducation aux médias auprès de jeunes scolarisés.

#### Livre
En 2018, son livre intitulé Le monde a des racines carrées est publié aux Éditions de l'Homme,. Ce dernier vise à montrer à quel point la science et les mathématiques sont présents dans notre quotidien, pour susciter l'intérêt scientifique des lecteurs,,.

## Prix et reconnaissance
- 2011 : Lauréate du concours Vulgarisation de la recherche de l'Acfas[21]
- 2012 : 1er Prix de la première édition de Ma thèse en 180 secondes
- 2021 : prix Jean Perrin